# Voghenza
Voghenza è una frazione  di Voghiera in provincia di Ferrara. Si tratta di un centro di antichissima origine, sede vescovile dal IV al VII secolo e considerata all'origine di  Ferrara da cui dista circa 10 chilometri. Al margine del paese si trova un'area archeologica costituita da una necropoli di età imperiale (secoli I-III d.C.).
Numerosi reperti, soprattutto di epoca romana, provenienti dall'area di Voghenza sono raccolti nel museo lapidario di Ferrara e nel museo civico di Belriguardo.

## Storia

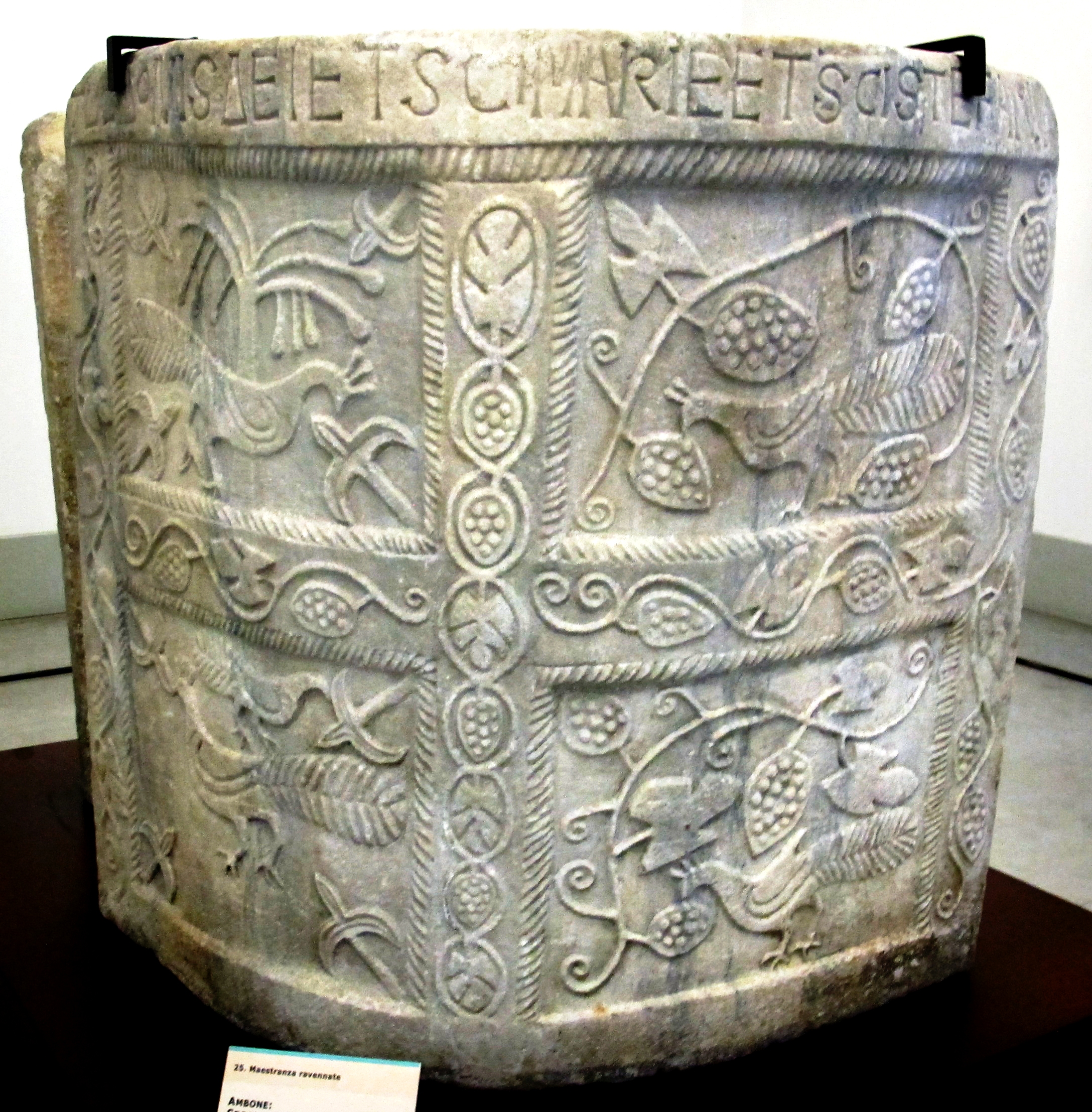
Maestranza ravennate, ambone con motivi vegetali e animali, VIII sec., proveniente da Voghenza e conservato nel museo della Cattedrale di Ferrara

L'abitato di Voghenza è considerato il primo insediamento nell'area ferrarese nell'epoca romana con il nome di (Vicus Habentia), una specie di avamposto della bonifica con la quale vennero ricavati territori agricoli tramite il tracciamento di canali e da ampie strade. Voghenza era situata sul Sandalo, un affluente del Po di Volano navigabile fino all'XI secolo, e a pochi chilometri dalla Via Popilia-Annia, strada consolare.
Nel IV secolo divenne sede vescovile. Con molta probabilità il cattolicesimo arrivò a Voghenza dalla vicina Ravenna grazie ai numerosi scambi commerciali che, per via fluviale, intercorrevano con la più grande Ravenna. Pur essendoci poche notizie storiche, secondo la tradizione il primo vescovo di Voghenza fu Oltrando (o Otrado) attorno al 330.
L'ultimo vescovo di Voghenza fu Maurelio (o Maurilio) nel 644. Nell'Alto medioevo, per motivi di sicurezza sia la diocesi che, probabilmente, il centro abitato furono trasferiti in un piccolo castrum bizantino situato sull'isola formata dai due rami del Po, il Volano e il Primaro, dando poi vita con un nuovo spostamento a Ferrara. Qui, probabilmente all'inizio del VII secolo, la sede della diocesi fu definitivamente trasferita. Tuttavia i vescovi continuarono a portare il titolo di Voghenza per altri secoli: risale solo al 965 il primo documento in cui un vescovo si intitolò Episcopus Ferrariensis.

## Monumenti e luoghi d'interesse
- Chiesa di San Leo

### Gli scavi e il Fondo Tesoro
Il Fondo Tesoro è il nome dato al terreno un tempo agricolo, che riportava di frequente all'agricoltore che lo lavorava, monete antiche, da cui il nome di Tesoro, si riteneva che potesse contenere un vero tesoro. I primi ritrovamenti risalirebbero agli anni '50 ad opera di Nereo Alfieri. 

Durante gli ultimi anni del XX secolo il terreno cambiò destinazione d'uso diventando edificabile e, dato la vastità del sito, avrebbe dovuto diventare zona di abitazioni popolari, ma i lavori vennero bloccati dalla Sovrintendenza delle Belle arti. Negli anni successivi vennero effettuati scavi archeologici che riportarono alla luce una storia del territorio che ricopre più secoli.